# Gustaf Fredrik Rothlieb
Gustaf Fredrik Rothlieb, född 30 maj 1686, död 6 mars 1758 på Kronobergs kungsgård vid Växjö, var en svensk landshövding.

## Bana
Rothlieb blev extraordinarie kanslist i Kungl. kansliet under 1700-talets första decennium, kanslist i utrikesexpeditionen 8 december 1708, i tyska expeditionen 14 april 1712, i kammarexpeditionen 2 januari 1714 och registrator på samma ställe 24 oktober 1716. Han var  sekreterare i upphandlingsdeputationen mellan 1716 och 1718 och blev extraordinarie assessor i Svea hovrätt 6 juli 1719, ordinarie assessor 27 juni 1721.
Rothlieb blev lagman i Närkes lagsaga 24 december 1725, Gotlands lagsaga 11 maj 1737 och i Tiohärads lagsaga 8 juni 1744.
Han blev landshövding i Kronobergs län 30 januari 1747.

## Utmärkelser
Rothlieb blev riddare av Nordstjärneorden 26 september 1748.

## Familj
Gustaf Fredrik Rothlieb var son till översten och kommendanten Filip Fredrik Rothlieb och Anna Engel Skyttenhielm samt dotterson till biskopen i Kalmar stift Henning Schütte.
Han gifte sig första gången med Regina von Schantz, som var dotter till kungl. sekreteraren Fredrik Johan von Schantz och Anna Ursula Scheffer, och andra gången med Christina Eleonora Faltzburg, som var dotter till presidenten Gustaf Faltzburg och Christina Schüttelhjelm.